# امیلی کان
امیلی کان (فرانسوی: Émilie Caen‎؛ زادهٔ ۱ ژانویهٔ ۱۹۵۳) هنرپیشه اهل فرانسه است.
از فیلم‌ها یا برنامه‌های تلویزیونی که وی در آنها نقش داشته‌است می‌توان به دست‌نیافتنی‌ها، ۲۴ روز، عروسی‌های سریال (بد) و عروسی‌های سریال (بد) ۲اشاره کرد.